# Якщо є вітрила
«Якщо є вітрила» (рос. «Если есть паруса») — радянський художній фільм 1969 року режисера Валентина Козачкова.

## Сюжет
Молодий випускник морехідного училища призначається капітаном маленького буксира «Геркулес», де вже давно склався невеличкий колектив. Енергійний і принциповий юнак з ризиком завоює авторитет і повагу всієї команди, але начальник пароплавства призначає його капітаном великого торгового судна...

## У ролях
- Віктор Семенов
- Таїсія Додіна
- Михайло Пуговкін
- Олексій Грибов
- Нонна Копержинська
- Георгій Юматов
- Геннадій Яловичі
- Борислав Брондуков
- Віктор Мережко
- Станіслав Соколов
- Валерій Зубарєв
- Муза Крепкогорська
- Герман Колушкін
- В епізодах: В. Волчек, А. Єлагін, Семен Крупник, А. Левятова, Олександр Мілюков, Ю. Мірський, Лідія Полякова, Е. Твердохліб, Р. Ель-Мар, Георгій Юнгвальд-Хількевич та ін.
- У зйомках брали участь екіпажі морських буксирів рос. «Орлёнок» і рос. «Портофлотец»

## Творча група
- Сценарій: Іван Рядченко
- Режисер-постановник: Валентин Козачков
- Художній керівник: Петро Тодоровський
- Оператори-постановники: Микола Луканьов, Олексій Герасимов
- Художник-постановник: Муза Панаєва
- Режисери: Іван Горобець, В. Камінська
- Композитор: Марк Самойлов (в титрах — Лівшиц)
- Звукооператор: Володимир Курганський
- Режисер монтажу: Т. Дон
- Художник по костюмах: Неллі Мельничук
- Художник по гриму: Зоя Губіна
- Художник-декоратор: Євгенія Ліодт
- Комбіновані зйомки: оператор — Григорій Айзенберг, художник — І. Міхельс
- Редактор: Михайло Циба
- Консультант картини: О. Томас
- Директори картини: Серафима Беніова, Микола Семенов